# Йобоки
Йобоки (араб. یوبوکی‎) — город в западном регионе Дихил в Джибути. Он расположен примерно в 100 км к западу от столицы страны Джибути, и примерно 40 км к северо-западу от Дихил, регионального центра. В 1958 году была открыта школа для кочевников. В 1968 году население составляло около 200 человек, в основном Афар народа. По последним данным численность населения составляет 644 человека.

## Климат
| Показатель                    | Янв. | Фев. | Март | Апр. | Май  | Июнь | Июль | Авг. | Сен. | Окт. | Нояб. | Дек. | Год  |
| ----------------------------- | ---- | ---- | ---- | ---- | ---- | ---- | ---- | ---- | ---- | ---- | ----- | ---- | ---- |
| Абсолютный максимум, °C       | 25,2 | 26,1 | 27,9 | 29,8 | 32,6 | 35,1 | 34,2 | 33,4 | 33,1 | 29,7 | 27,1  | 25,6 | 29   |
| Абсолютный минимум, °C        | 18,4 | 19,6 | 21,1 | 23,3 | 26,6 | 27,8 | 25,7 | 24,5 | 23,3 | 22,5 | 20,4  | 19,0 | 22,7 |
| Норма осадков, мм             | 6    | 6    | 3    | 7    | 4    | 3    | 44   | 54   | 20   | 2    | 4     | 4    | 157  |
| Источник: The Weather Channel |      |      |      |      |      |      |      |      |      |      |       |      |      |

## Транспорт
Йобоки хорошо связан: Национальным шоссе № 1 , Национальным шоссе № 7 и Национальным шоссе № 8. Есть взлётно-посадочная полоса для самолётов, код ИКАО: HDYO.